# Acentrophorus glaphyrus
Acentrophorus glaphyrus (fälschlich auch Acentrophorus glaphyurus) ist eine ausgestorbene Knochenfischart des Oberperm.

## Beschreibung
Acentrophorus glaphyrus ist die geologisch älteste Art der Gattung Acentrophorus. und der älteste Nachweis eines Knochenganoidfisches Fossile Abdrücke lassen eine Größe von etwa 2,5 bis 6,5 cm im Zechstein 1 und von circa 5 bis 9 cm im Zechstein 2 erkennen, letztere wurden aus dem englischen Zechstein 2 als Acentrophorus varians beschrieben, wobei die Artabgrenzung schwierig ist.
Eine nur wenig jüngere Art wurde erst 2021 aus dem alpinen Oberperm als Acentrophorus robustus beschrieben.

## Funde
Beschreibungen von Acentrophorus glaphyrus existieren neben dem deutschen Kupferschiefer von Eisleben/Mansfeld und Richelsdorf auch für den  Marl Slate von Durham und Northumberland. Weiterhin für den Schacht Neu-Mansfeld bei Seesen. Auf der Halde Hohe Linde bei Sangerhausen wurden ebenfalls Funde von Acentrophorus glaphyrus nachgewiesen. Die wenigen bekannten Funde aus dem Zechstein 2 stammen alle aus dem mitteldeutschen Stinkschiefer (Mansfeld Roter Berg, Eisleben Hermann-Schacht, Kyffhäusergebirge und Könnern).

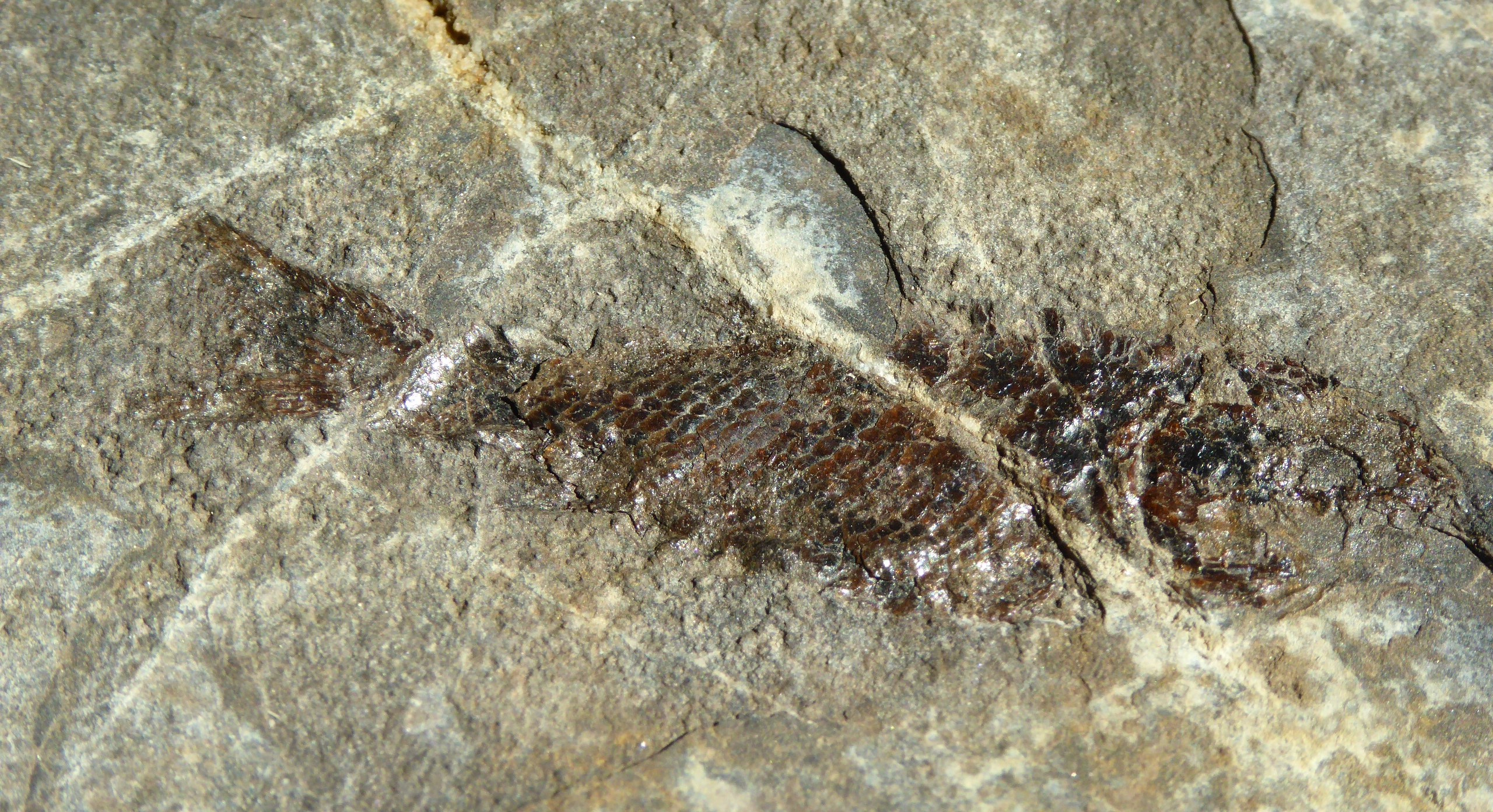
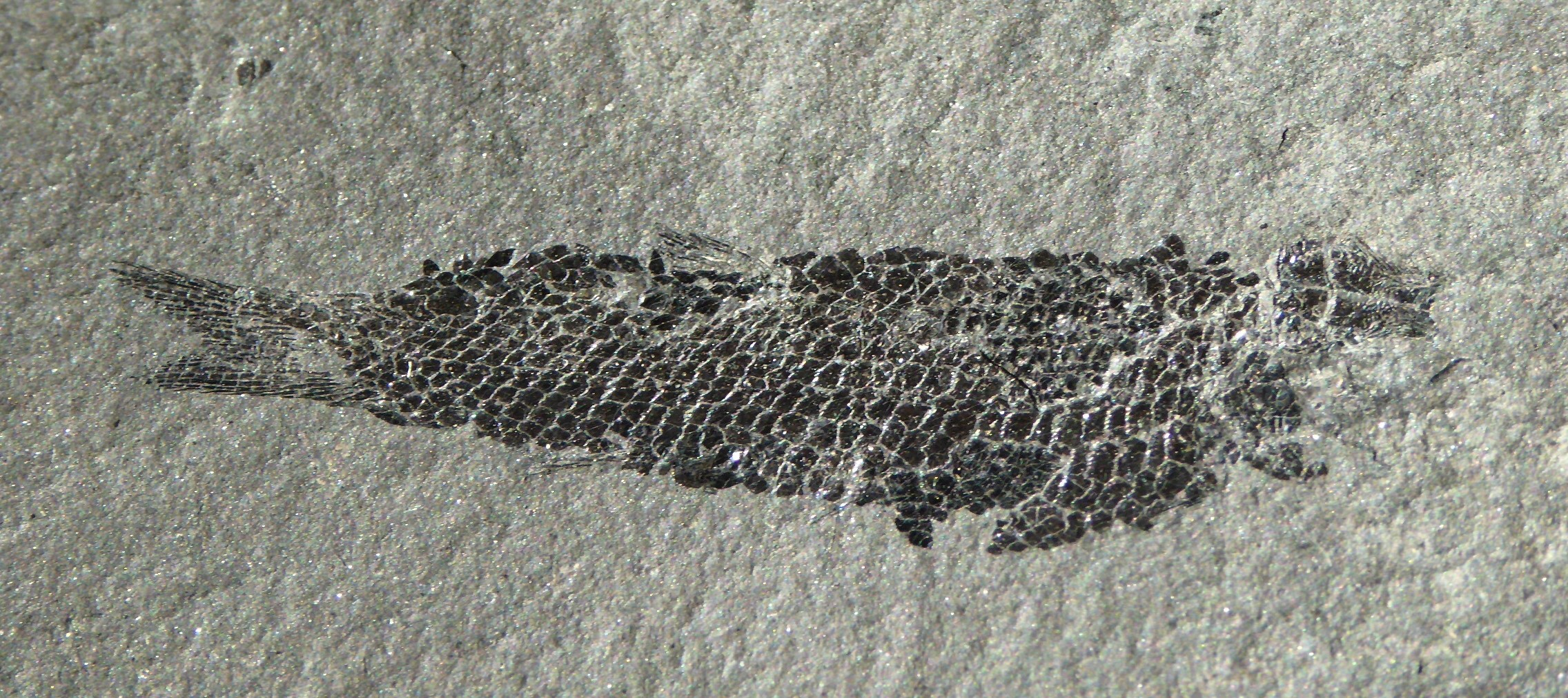